# バインゴリン・モンゴル自治州
バインゴリン・モンゴル自治州（バインゴリン・モンゴルじちしゅう、モンゴル語：ᠪᠠᠶᠠᠨᠭᠣᠣᠯ
ᠮᠣᠩᠭᠣᠯ
ᠥᠪᠡᠷᠲᠡᠭᠡᠨ
ᠵᠠᠰᠠᠬᠤ
ᠵᠧᠦ　転写：Bayanɣool Mongɣol obertegen jasaqu Jēü）は中華人民共和国新疆ウイグル自治区東南部に位置する自治州。
モンゴル語でバインは『豊かな』ゴルは『川』インは所有格を示す接尾辞。
新疆最大の地方行政単位であり、漢族が約68%を占める。モンゴル族人口は4.6万人に過ぎず、ウイグル族人口36.5万人などとなっている。
なお、新疆生産建設兵団約20万人が入植している。首府はコルラ市。
コルラの東にホショード県・和静県がある。その県では、トルファン市内とカシュガル市を繋ぐ南疆鉄道が通りその駅もあるバルゴンタイ（巴侖台）の街にトルゴート・モンゴル人の民族中学校やバザールがありモンゴル人の賑わいがあった。バルゴンタイの東の遊牧民の村オリアスタイ・ツァガーン牧場・前進牧場とそのまた東のシャルガンゴル大隊・夏爾溝村に1986年の夏に非合法取材をかけた日本人のルポが1990年の朝日ジャーナルノンフィクションコンテストの佳作に入ったがワープロ本として少部数のみ古書で流通している（『秘境の天山モンゴル』1996年・本郷弘著）。

## 地理
自治州中央部は東西にタクラマカン砂漠が走り、オアシスは南北の山際に点在する。タクラマカン砂漠は天然ガス、石油など多数の鉱物資源が豊富に埋蔵されている。
北はクムル（ハミ）市、ウルムチ市、イリ・ハザク自治州、西はアクス地区、ホータン地区、南は西蔵自治区、青海省、東は甘粛省と接する。

## 歴史
古くからシルクロードが域内を貫通し、西域三十六国中、楼蘭・婼羌・且末・小宛・戎盧・墨山・輪台・焉耆・尉犁・渠犁・危須の十一国があった。紀元前60年に前漢は鳥塁（現在の輪台県内）に西域都護府を設置し、91年には後漢が楼蘭に西域長史を置いた。648年には唐が焉耆都護府を設置している。清朝は1759年にカラシャール弁事大臣を置いて、焉耆やコルラを統括させた。
また西域南道の且末や若羌は于闐（ホータン）弁事大臣の管轄に属した。1771年モンゴル・トルグート部（カルムイク人参照）がボルガ河流域から東帰し、和碩県付近で遊牧を許された。1902年には焉耆府が設置されて、新平（現在の尉犁）・婼羌・輪台の三県を管轄。中華人民共和国成立後、1950年4月12日成立焉耆専署が置かれ、1954年6月23日バインゴリン・モンゴル自治区とコルラ専署に分割されたが、1960年12月にコルラ専署がバインゴリン自治州に編入され、州政府所在地が焉耆からコルラに移った。

## 行政区域
1県級市・7県・1自治県を管轄する。
- コルラ市（庫爾勒市） - 面積7219平方キロ、人口39万。
- ロプノール県（尉犁県） - 面積59399平方キロ、人口10万。県人民政府は尉犁鎮に所在。
- チャルクリク県（若羌県） - 面積198318平方キロ、人口3万。県人民政府は若羌鎮に所在。
- チャルチャン県（且末県） - 面積138645平方キロ、人口6万。県人民政府は且末鎮に所在。
- ブグル県（輪台県） - 面積14184平方キロ、人口9万。県人民政府は輪台鎮に所在。
- 和静県 - 面積34976平方キロ、人口17万。県人民政府は和静鎮に所在。
- ホショード県（和碩県） - 面積12753平方キロ、人口6万。県人民政府はタブラグ・バルガス[2]（テウィルガ鎮）に所在。
- バグラシュ県（博湖県） - 面積3603平方キロ、人口6万。県人民政府は博湖鎮に所在。
- 焉耆回族自治県 - 面積2429平方キロ、人口12万。自治県人民政府は焉耆鎮に所在。

| バインゴリン・モンゴル自治州の地図                                                                                 |
| --- |
| コルラ市 ブグル県 ロプノール県 チャルクリク県 チャルチャン県 焉耆回族 · 自治県 和静県 ホショード県 バグラ · シュ県 |

### 年表
この節の出典

#### 焉耆専区
- 1949年10月1日 - 中華人民共和国新疆省焉耆専区が成立。焉耆県・コルラ県・ブグル県・和靖県・ヨルドゥス(蕘魯都斯)県・ホショード県・コンチェ(尉犁)県・チャルクリク(婼羌)県・チャルチャン県が発足。(9県)
- 1949年12月 - ヨルドゥス県が和靖県に編入。(8県)
- 1954年3月15日 - 焉耆県が自治県に移行し、焉耆回族自治県となる。(7県1自治県)
- 1954年7月16日 - 焉耆専区がコルラ専区に改称。

#### 新疆省コルラ専区
- 1954年7月16日 - 焉耆専区がコルラ専区に改称。(5県)
  - 和靖県・ホショード県・焉耆回族自治県がバインゴリン・モンゴル自治州に編入。
- 1955年9月13日 - 新疆ウイグル自治区の成立により、新疆ウイグル自治区コルラ専区となる。

#### 新疆省バインゴリン・モンゴル自治州
- 1954年7月16日 - 焉耆専区和靖県・ホショード県・焉耆回族自治県を編入。バインゴリン・モンゴル自治州が成立。(2県1自治県)
- 1955年9月13日 - 新疆ウイグル自治区の成立により、新疆ウイグル自治区バインゴリン・モンゴル自治州となる。

#### 新疆ウイグル自治区コルラ専区
- 1959年6月16日 - チャルクリク(婼羌)県がチャルクリク(若羌)県に改称。(5県)
- 1960年4月22日 - コンチェ県がロプノール県に改称。(5県)
- 1960年11月22日 - コルラ県・ブグル県・ロプノール県・チャルクリク県・チャルチャン県がバインゴリン・モンゴル自治州に編入。

#### 新疆ウイグル自治区バインゴリン・モンゴル自治州
- 1960年11月12日 - コルラ専区コルラ県・ブグル県・ロプノール県・チャルクリク県・チャルチャン県を編入。(7県1自治県)
- 1965年11月3日 - 和靖県が和静県に改称。(7県1自治県)
- 1970年11月25日 (8県1自治県)
  - ホショード県・焉耆回族自治県の各一部が合併し、バグラシュ県が発足。
  - 和静県の一部が分立し、ウルムチ市南山区となる。
- 1979年9月2日 - コルラ県・焉耆回族自治県の各一部が合併し、コルラ市が発足。(1市8県1自治県)
- 1983年8月19日 - コルラ県がコルラ市に編入。(1市7県1自治県)
- 2009年9月 - ロプノール県の一部がコルラ市に編入。(1市7県1自治県)
- 2012年12月17日 - コルラ市の一部が分立し、自治区直轄県級行政区の鉄門関市となる。(1市7県1自治県)
- 2020年1月2日 - 和静県・焉耆回族自治県・バグラシュ県・ホショード県・チャルクリク県・チャルチャン県の各一部が鉄門関市に編入。(1市7県1自治県)